# Теория коммуникативных актов Ньюкома
Теория коммуникативных актов Ньюкома — когнитивная теория, разработанная американским социологом и психологом Теодором Ньюкомом (англ. Theodore Mead Newcomb, устаревшее написание: Ньюкомб; 24 июля 1903 — 28 декабря 1984). Центральный тезис теории заключается в следующем: если два человека позитивно воспринимают друг друга и строят какие-то отношения к третьему (лицу или объекту), у них возникает потребность развить сходные отношения к этому третьему объекту; социально-психологическая когнитивная теория, объясняющая возникновение приязни и неприязни. Этим механизмом можно объяснить, например, каким образом в коллективе людей возникает сплочённость, единство и общность взглядов между людьми.

## История создания
Т. Ньюком исходил из теории когнитивного баланса Ф. Хайдера и пытался переложить её на социально-психологическую область, то есть на область межличностной коммуникации. Таким образом, теорию коммуникативных актов можно назвать логическим продолжением теории когнитивного баланса Хайдера. Ньюком предположил, что тенденция к балансу характеризует не только интраперсональную, но и интерперсональную систему. Его взгляды не получили изложения в отдельной книге, и основным источником поэтому является статья 1953 г. под названием «Подход к исследованию коммуникативных актов»

## Основные тезисы
Исходный тезис Ньюкома можно сформулировать так: если два человека воспринимают друг друга позитивно, а также строят какое-то отношение к третьему (лицу или объекту), у них возникает тенденция развивать сходные ориентации относительно упомянутого третьего объекта. Причём Ньюком предположил, что развитие этой сходной ориентации может быть увеличено за счёт развития межличностной коммуникации. Поэтому, если в паре или группе возникает расхождение ориентации к какому-либо объекту, логично будет предположить, что потребность в уменьшении этих расхождений приведёт к увеличению частоты коммуникационных актов. Стремление к развитию сходных ориентаций Ньюком назвал стремлением к «симметрии ориентации» и определил их как силу уз между двумя людьми или силу их аттитюдов по отношению к третьему.
Основная задача, которую ставил перед собой Ньюком, состояла в том, чтобы объяснить, как в группе возникает «давление, принуждающее к единообразию», что и делает группу сплочённой. Для этой же цели выявлялась тенденция группы развивать коммуникативные акты по отношению к «девиантным» членам, то есть обладающим несходными отношениями.

## Варианты состояния когнитивного поля
Исходя из теории Ньюкома, можно выделить два варианта состояния когнитивного поля, а именно:
- Консонанс — сходство отношений воспринимающего субъекта (А) и другой личности (В) к объекту (Х) порождает привязанность А к В.
- Диссонанс — различие отношений А и В к Х порождает неприязнь между А и В и, соответственно, приводит к увеличению числа коммуникационных актов с целью достижения консонанса.

Ньюком приводит два пути выхода из диссонанса: если обнаружится это расхождение в отношениях А и В к Х, то А будет стремиться изменить своё отношение к X, с тем чтобы оно стало сходным с отношением В к X. Иным выходом из этой ситуации — при условии, что стремление к консонансу сохраняется всегда, — является разрушение отношения привязанности между А и В.
Эти процессы могут быть разобраны на довольно житейском примере: пусть А — некий бизнесмен, который хочет купить новую машину, В — жена этого бизнесмена, к которой супруг сильно привязан, X — та самая новая машина, которую бизнесмен хочет приобрести и к покупке которой его жена относится весьма отрицательно. В обрисованной ситуации возникает дисбаланс и начинают развиваться коммуникационные акты, то есть происходят переговоры относительно данного объекта.
Согласно сформулированным ранее рассуждениям, развитие коммуникаций между участниками данного взаимодействия, например, ведение систематических переговоров относительно покупки машины, может вызвать три варианта возвращения данной системы в состояние баланса:
1. А изменяет своё отношение к X (для бизнесмена утрачивается привлекательность машины), чтобы сделать своё отношение к X сходным с отношением В к X.
2. В изменяет своё отношение к X (жена проникается желанием приобрести машину), чтобы это отношение стало сходным с отношением А к X.
3. А изменяет своё отношение к В (бизнесмен утрачивает расположение к супруге) и таким образом достигает хоть и своеобразного, но консонанса.

Легко видеть, что все три случая возвращения системы в консонантное состояние соответствуют правилам, выведенным Ньюкомом: консонанс достигается в том случае, если все три отношения позитивны, либо в том случае, если одно позитивно, а два негативны; диссонанс получается в том случае, если два соотношения позитивны, а одно негативно.

## Применение
Модель Ньюкома применяется в исследованиях по массовой коммуникации. Схема остаётся в том же виде, меняются лишь обозначения. Вместо познающего субъекта А возникает реципиент Р, принимающий сообщение, переданное через какой-либо канал массовой коммуникации. Вместо абстрактной «другой личности», чьё мнение важно для реципиента, возникает коммуникатор К — тот, кто передаёт сообщение и выражает в нём своё мнение о некотором объекте коммуникации. Наконец, сохраняется объект отношения этих двух, который теперь называется объектом коммуникации X. Вся схема рассматривается в этом случае вновь с точки зрения восприятия ситуации реципиентом Р, то есть исходы, получившиеся в результате пропагандистских действий коммуникатора, будут знаменовать собой изменение позиции Р по отношению к объекту коммуникации X под влиянием пропагандистского воздействия коммуникатора К.
Особую популярность теория Ньюкома приобрела при анализе так называемой убеждающей коммуникации (англ. persuasive communication).Б. М. Фирсов и Ю. А. Асеев замечают по этому поводу: «Модель Хайдера, представляя собой терминологическое описание аффективного поля сознания Рк некоторых действующих в нём сил, не является коммуникационной моделью в строгом смысле этого слова. Для своего применения к психологии убеждающей речи она, точно так же, как и бихевиористическая схема формирования рефлекторных связей, должна быть выражена в терминах коммуникативной ситуации. Такого рода преобразованием основной балансной модели Хайдера к условиям убеждающего речевого воздействия является модель Ньюкома».

## Критика
Адекватность модели могла бы быть проверена её способностью предсказать эти исходы в каждой конкретной ситуации. Но проблема заключается в том, что в реальной практике применения этой модели в исследованиях эти предсказания не получаются однозначными: модель ведь может лишь предсказать изменение позиции Р в ситуации дисбаланса, но не может предсказать направления этого изменения. Иными словами, в случае дисбаланса можно с уверенностью сказать, что Р будет стремиться к возвращению его когнитивного поля в сбалансированное состояние, но нельзя сказать, будет ли это достигнуто изменением его отношения к объекту коммуникации или к коммуникатору.
Восстановление баланса в установочной системе реципиента Р путем изменения отношения к коммуникатору означало бы, что последний не добился своей цели. Противоположный же исход означал бы принятие реципиентом рекомендуемой точки зрения. Для практических же действий в организации пропаганды крайне важно именно конкретно прогнозировать направление изменений установок реципиента. Поэтому модель Ньюкома оказалась в целом малоэффективной при исследованиях в данной прикладной области.
Но кроме таких чисто практических просчётов, которые допускает модель Ньюкома в прикладных исследованиях, есть и более серьёзные уязвимые места теоретического порядка. К примеру, вызывает неудовлетворенность отсутствие ясных определений исходных понятий: «симметрия ориентации», «частота коммуникаций» и ряд других. Напрашиваются вопросы: что считать «достаточной» и что «недостаточной» частотой коммуникаций, предполагает ли «симметрия» равенство сходных ориентаций или просто их одинаковую направленность? Если предполагается «равенство», как оно измеряется, и другие.
Кроме того, при использовании этой схемы остается открытым вопрос о связи тех изменений, которые происходят в когнитивной структуре, с мотивацией. В самом деле, схема не позволяет ответить даже на вопрос, рождается ли мотивация к изменению позиции лишь из желания достигнуть симметрии или из ожиданий удовлетворения последствиями уменьшившегося напряжения. И наконец, схема предусматривает лишь взаимодействие в триаде, а переход от триады к группе остается неразработанным. Отсюда следует, что схема Ньюкома не продуцирует большого количества исследований, хотя и остаётся известной вехой в развитии теоретических представлений, построенных на идее соответствия. В этом плане ей чётко противостоит теория, предложенная Л. Фестингером.